# Université de Strasbourg II
Université de Strasbourg II – francuski uniwersytet publiczny mający swoją siedzibę w Strasburgu. Uczelnia była popularnie nazywana UMB albo Strasbourg II, dawniej université des sciences humaines. Na uczelni studiowało ponad 13 000 studentów wszystkich kierunków wspartych ponad 900-osobową kadrą naukową. Uczelnia specjalizowała się w dziedzinie nauk humanistycznych a także nauk społecznych.
W 1998 roku patronem uczelni został mianowany Marc Bloch, francuski historyk, członek francuskiego ruchu oporu, rozstrzelany przez hitlerowców w 1944 roku.
Od 1 stycznia 2009 roku uniwersytet już nie istnieje, a jego wydziały są częścią zjednoczonego Uniwersytetu w Strasburgu (Université de Strasbourg, UNISTRA).

## Wydziały

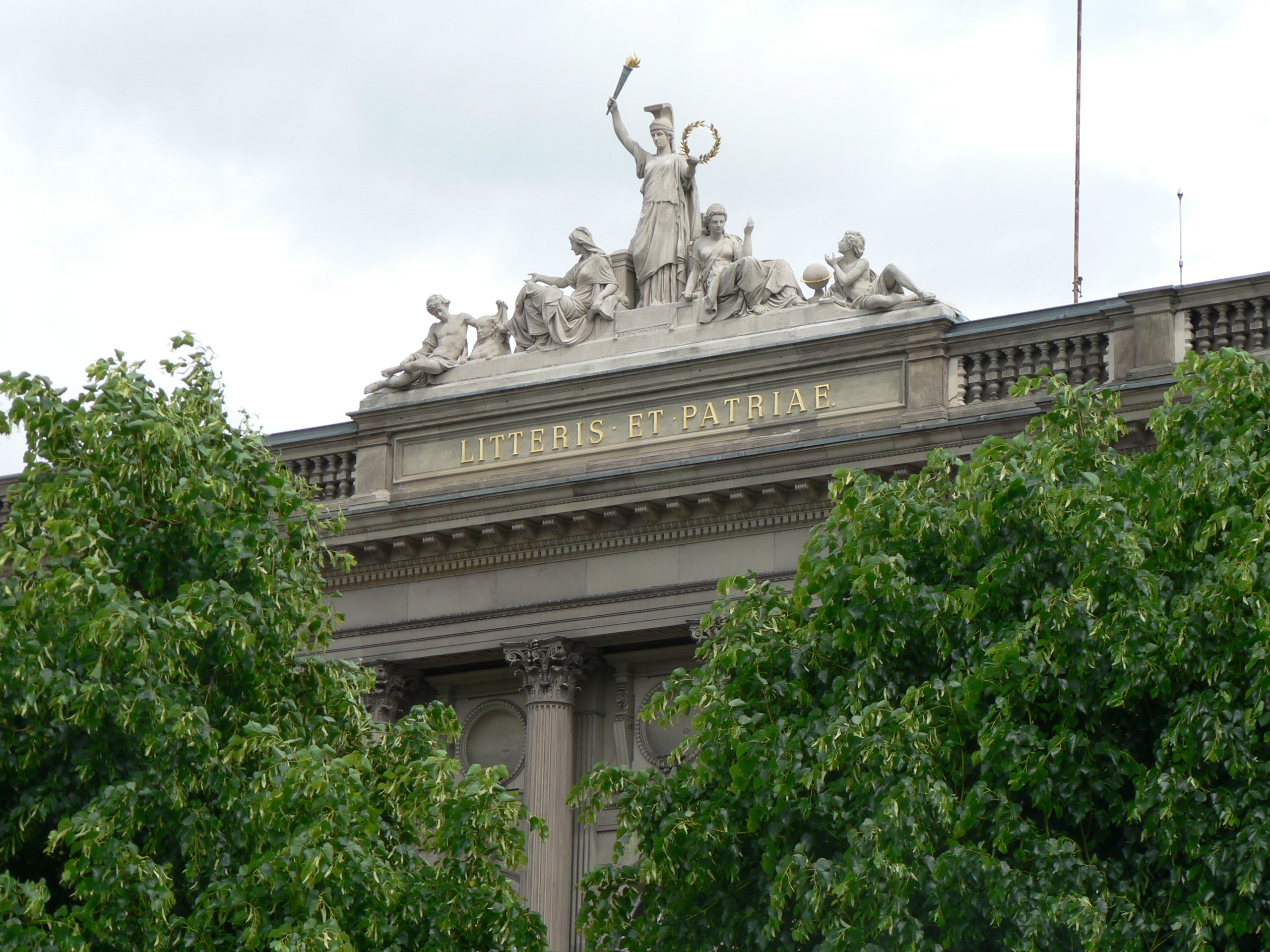
Fasada głównego budynku uniwersyteckiego

Uczelnia dzieliła się na następujące wydziały:
- Wydział Historii
- Wydział Sztuki
- Wydział Nauk Humanistycznych
- Wydział Lingwistyki
- Wydział Filozofii
- Wydział Nauk Społecznych
- Wydział Teologii
- Wydział Nauk Przyrodniczych